# San Pietro (Perugia)

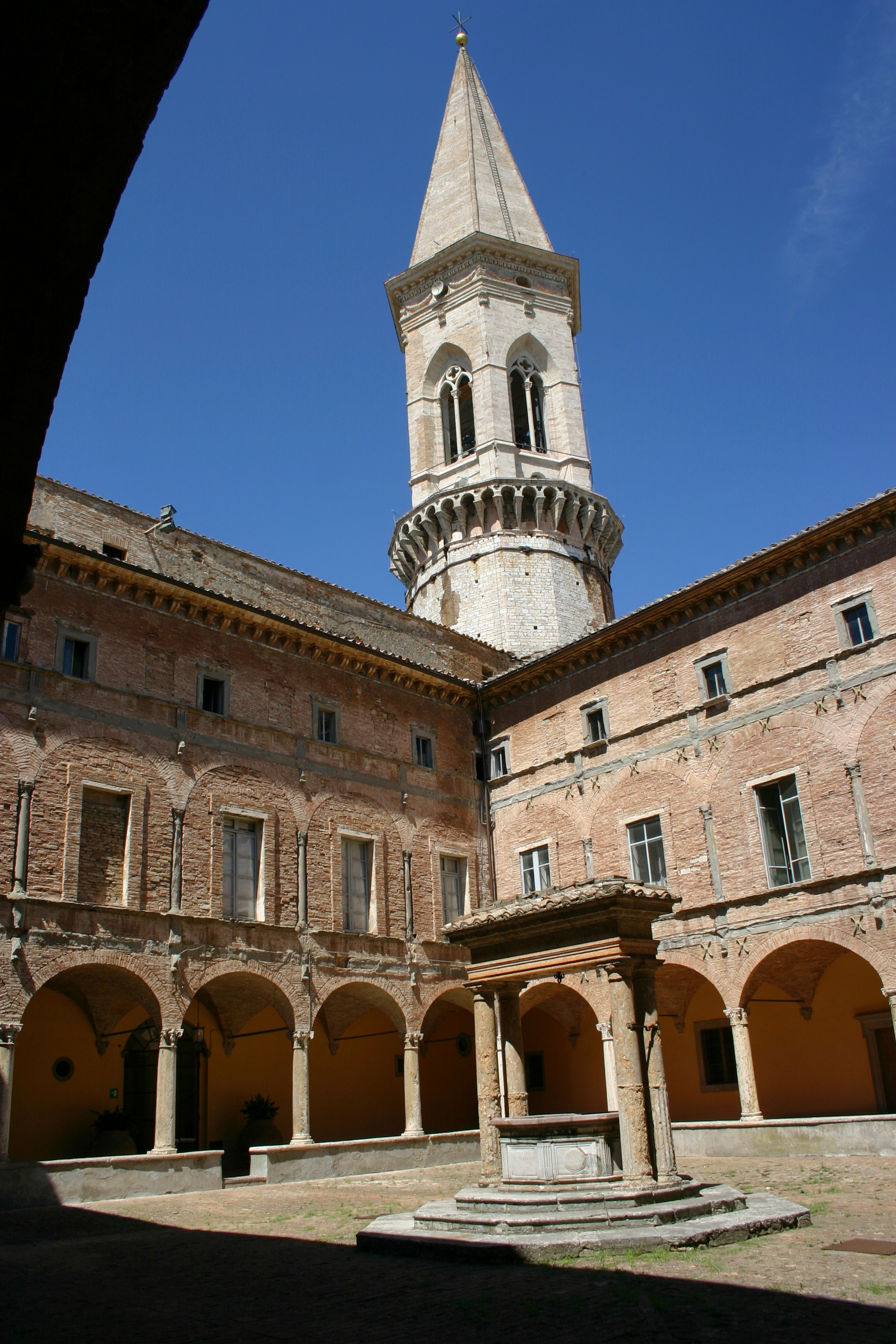
Perugia, Turm der Klosterkirche San Pietro vom Kreuzgang aus

San Pietro ist eine katholische Kirche und ein Kloster am südlichen Rand der Stadt Perugia in der italienischen Region Umbrien.
Die Kirche ist in mehrfacher Weise ungewöhnlich. An dieser Stelle wurde bereits seit dem 10. Jahrhundert gebaut. Die jetzige Kirche wurde um 1600 (1593–1611) als Teil eines Benediktinerklosters neu errichtet.
Im Innern wurden antike Säulen von einem heidnischen Tempel übernommen, die Struktur des Langhauses ist immer noch frühchristlich (oder vorromanisch und stammt möglicherweise aus dem 6. Jahrhundert), die Choranlage ist dagegen gotisch und die reiche Ausstattung entstand in der Spät-Renaissance. Sie ist im venezianischen Stil gehalten. Wir haben hier also eine ganze Reihe verschiedener Stilformen zusammengemischt vor uns.

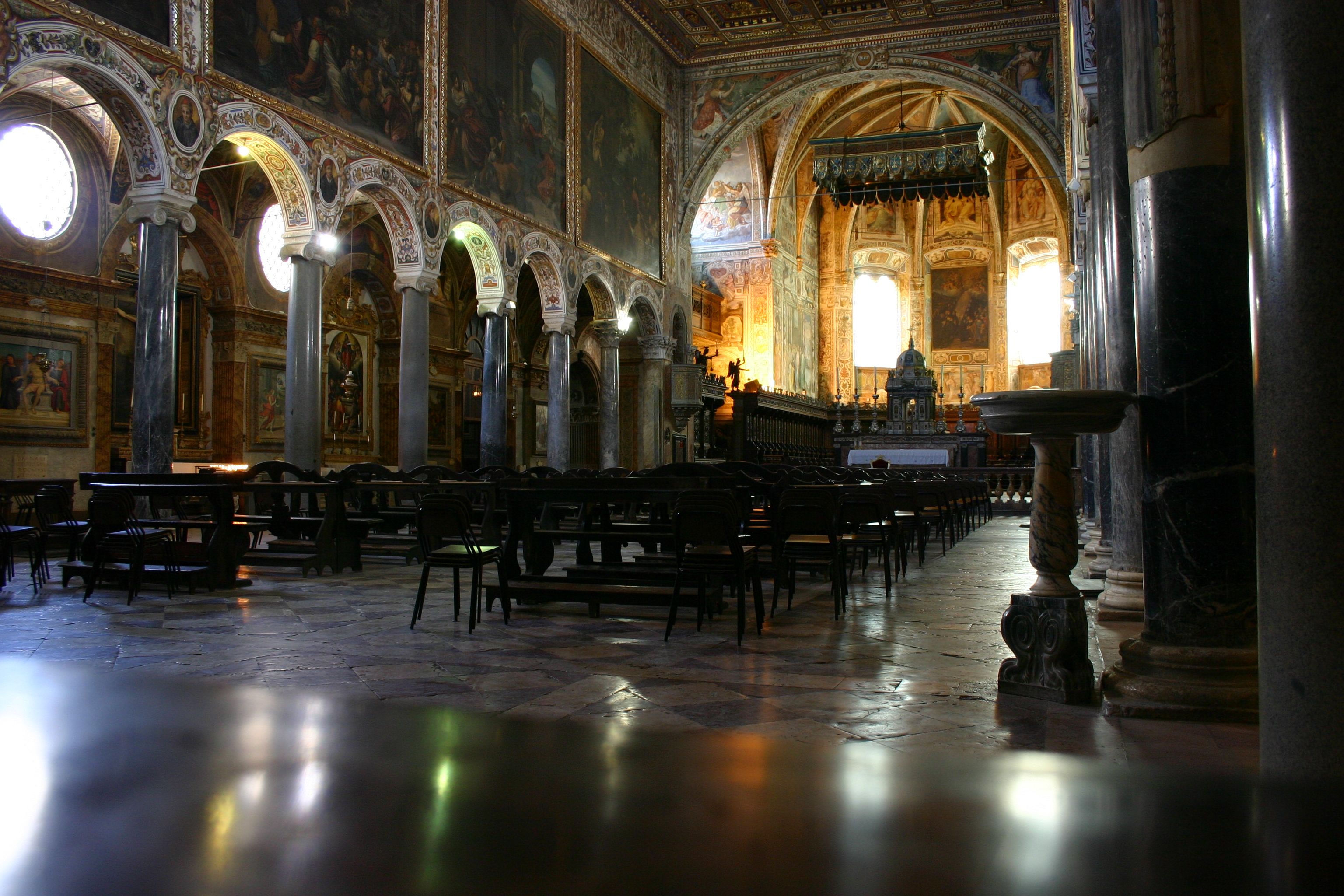
Innenraum der Kirche

Über den frühchristlichen Arkaden liegt kein Fenstergeschoß, sondern eine Bildergalerie von Ölgemälden, also keine Fresken, wie es eigentlich üblich wäre. Die 1593 gemalten Obergadenbilder stammen von Antonio Vassilacchi, gen. Aliense, einem Schüler Veroneses, der unter dem starken Einfluss Tintorettos stand. Von diesem hatte er auch die Idee des Zyklus von großen Leinwandbildern übernommen, die Tintoretto in Venedig in der Scuola Grande di San Rocco ausgeführt hatte. Auch hier in Perugia sind das Thema der Bilder Szenen aus dem Leben Jesu. Durch diese Kombination verschiedener Kunstformen ist ein sehr malerischer Innenraum entstanden.
Ebenfalls ungewöhnlich ist der Eingang. Hier sind vor der heutigen Fassade von der ehemals romanischen Fassade einige Teile freigelegt worden und damit auch die Fresken des 14. und 15. Jahrhunderts. 